# Tioglicolato di sodio
Il tioglicolato di sodio è il sale di sodio dell'acido tioglicolico.
A temperatura ambiente si presenta come un solido bianco dall'odore putrido. È un composto tossico, irritante, allergenico.